# Patrick Kpozo
Patrick Kpozo (sinh ngày 15 tháng 7 năm 1997) là một cầu thủ bóng đá người Ghana thi đấu cho Östersunds FK ở vị trí hậu vệ.

## Sự nghiệp

### Câu lạc bộ
Kpozo ra mắt chuyên nghiệp for AIK trong trận đấu tại Cúp bóng đá Thụy Điển trước Ekerö IK năm 2015.
Ngày 28 tháng 3 năm 2017, Kpozo gia nhập Tromsø theo dạng cho mượn đến mùa hè.

## Thống kê sự nghiệp
Tính đến trận đấu diễn ra ngày 30 tháng 11 năm 2017
| Câu lạc bộ          | Mùa giải            | Giải vô địch        | Giải vô địch | Giải vô địch | Cúp     | Cúp       | Châu lục | Châu lục  | Tổng cộng | Tổng cộng |
| Câu lạc bộ          | Mùa giải            | Hạng đấu            | Số trận      | Bàn thắng    | Số trận | Bàn thắng | Số trận  | Bàn thắng | Số trận   | Bàn thắng |
| ------------------- | ------------------- | ------------------- | ------------ | ------------ | ------- | --------- | -------- | --------- | --------- | --------- |
| AIK                 | 2015                | Allsvenskan         | 0            | 0            | 1       | 0         | 0        | 0         | 1         | 0         |
| AIK                 | 2016                | Allsvenskan         | 11           | 0            | 1       | 0         | 5        | 0         | 17        | 0         |
| AIK                 | Tổng cộng           | Tổng cộng           | 11           | 0            | 2       | 0         | 5        | 0         | 18        | 0         |
| Tromsø IL           | 2017                | Eliteserien         | 2            | 0            | 2       | 0         | –        | –         | 4         | 0         |
| Tromsø IL           | Tổng cộng           | Tổng cộng           | 2            | 0            | 4       | 0         | 0        | 0         | 4         | 0         |
| Östersunds FK       | 2017                | Allsvenskan         | 3            | 0            | 0       | 0         | 0        | 0         | 2         | 0         |
| Östersunds FK       | Tổng cộng           | Tổng cộng           | 3            | 0            | 0       | 0         | 0        | 0         | 2         | 0         |
| Tổng cộng sự nghiệp | Tổng cộng sự nghiệp | Tổng cộng sự nghiệp | 16           | 0            | 4       | 0         | 5        | 0         | 15        | 0         |